# Latiaxis dalli
Latiaxis dalli är en snäckart som först beskrevs av Emerson och D'Attilio 1963.  Latiaxis dalli ingår i släktet Latiaxis och familjen Magilidae. Inga underarter finns listade i Catalogue of Life.